# Antonio de Jesús
Antonio de Jesús fou un compositor portuguès del segle xvii. Durant molts anys fou mestre de música de la Universitat de Coimbra. Fou deixeble de Duarte Lobo, ingressà molt jove en l'orde dels Trinitaris. Moltes de les seves composicions es conserven en la Biblioteca de Joan IV de Portugal, destacant entre les més notables un Dixit Dominus, a 12 veus; unes Nadales a Nostra Senyora i diverses misses.